# Movimiento Armado Quintín Lame
El Movimiento Armado Quintín Lame (MAQL) a ser una guerrilla indígena colombiana activa des de 1984 fins a la seva desmobilització en 1991. Va ser la primera d'aquest tipus a Amèrica Llatina. va prendre part en el conflicte armat colombià. Pren el seu nom de Manuel Quintín Lame Chantre (1880-1967) líder indígena del Cauca que va viure a principis del segle XX La Violencia bipartidista colombiana i l'explotació dels grups indígenes i es va caracteritzar per les seves lluites en defensa dels pobles indígenes.

## Orígens
| «                     | "Una columna formarà el dia de demà un grapat d'indígenes per a reivindicar els seus drets" | » |
| — Manuel Quintín Lame |                                                                                             |   |

El Movimiento Armado Quintín Lame (conegut habitualment com "El Quintín Lame") a ser fundat com una guerrilla indígena que operava en el departament del Cauca, sud-occident colombià. El Departament del Cauca té un 40% de població indígena i es caracteritza per la presència de grans terratinents, una desigual tendència de la terra i conflictes territorials entre resguards indígenes i amos de terres. El Quintín Lame va ser inicialment fundat com un moviment que buscava estendre els territoris indígenes a través d'ocupacions i defensar a les comunitats indígenes dels atacs dels terratinents, militars, funcionaris del Govern i altres moviments guerrillers.

## Història
Fins a principis de la dècada de 1980, el Quintín Lame va actuar en la defensa dels territoris tradicionals i només va usar armes quan la seva autonomia territorial i política es veia amenaçada. Conformat des de les comunitats indígenes del Cauca per a defensar-se de la violència de grups de “ocells”, exercida per terratinents per a impedir la lluita per la terra, i de la repressió oficial en defensa dels mateixos i dels macroprojectes econòmics.

### Formació militar
En 1978 va sorgir en el sud de Colòmbia el grup Campesino Indígena Quintín Lame (CQL). Va tenir acostaments amb les FARC, però no van acordar la seva unió. El grup va rebre entrenament militar del Moviment 19 d'abril (M-19), amb el suport de dirigents com Iván Marino Ospina, Jaime Bateman, entre d'altres, i es va conformar després dels assassinats de diversos líders indígenes regionals, presumptament per part d'agents de l'Estat i terratinents. Gràcies a una organització creada anys enrere per Manuel Quintín Lame, el grup va tenir el suport de diverses comunitats indígenes a la regió del Valle del Cauca, Tolida i Tolima, així com en algunes zones dels departaments Meta i Caquetá.
En 1984 després del desallotjament de la hisenda López Endins i l'assassinat del sacerdot nasa Álvaro Ulcué Chocué en Santander de Quilichao (Cauca) en uns fets en els quals, segons el Comitè Permanent per la Defensa dels Drets Humans, en el fet es trobaven involucrats dos agents del grup F2 de la Policia Nacional amb la participació de terratinents i polítics de la regió, decideixen conformar-se com a grup insurgent.
La seva primera ofensiva militar va tenir lloc el 29 de novembre de 1984, contra l'Ingenio Castilla 1984 a Castilla, un petit poblat del sud del Cauca i la presa del municipi de Santander de Quilichao. i el 5 de gener de 1985, amb una presa a Santander de Quilichao, conjunta amb el Comando Ricardo Franco Frente Sur,dissident de les FARC-EP, surten a la llum pública com el Movimiento Armado Quintín Lame (MAQL) fins a la seva desmobilització en 1991.
El grup armat va ser part d'un vast moviment social de recuperació de la identitat negada per segles als indígenes del Cauca, que han protagonitzat, assumint riscos enormes, la més reeixida mobilització civil contra la guerra que s'ha vist a Colòmbia.

### Batalló Amèrica
Entre 1986 i 1987 es desenvolupen aliances temporals amb el M-19, la qual cosa va conduir a la seva participació en el “Batalló Amèrica”, opció inicialment acceptada pel Quintín com una resposta a la mort del seu Comandant Luis Ángel Monroy, succeït el 7 de novembre en voltants de Corinto, qui va caure aparentment en un parany tendit per organismes de seguretat, quan pretenia comprar unes armes. D'una altra part, el mes de desembre, es va produir la crisi del Comando Ricardo Franco, amb la massacre de Tacueyó de 164 militants d'aquesta organització, fet que va produir un profund impacte entre les bases de suport del Quintín.
El Batalló Amèrica integrat per uns 500 homes del M-19 i del Movimiento Armado Quintín Lame, de Colòmbia; d'Alfaro Vive, d'Equador, y el Moviment Revolucionari Túpac Amaru, de Perú amb l'objectiu de prendre's la ciutat de Cali amb el suport de les milícies populars d'aquests barris. El Batalló Amèrica va estar comandat per Carlos Pizarro.
Aquesta campanya va implicar la presa de diverses localitats, la qual cosa va ocasionar l'increment de les accions militars i l'augment de la pressió sobre la població local. L'efecte negatiu d'aquestes accions ofensives va portar com a conseqüència l'augment de les tensions amb els dirigents i la població local. La guerra que el Quintín Lame s'havia proposat allunyar de les comunitats, per contra, es va aprofundir per compte de les seves accions.

### Coordinadores Guerrilleres
En la Coordinadora Nacional Guerrillera van estar els grups M-19, ELN, EPL, Quintín Lame, Partido Revolucionario de los Trabajadores i el Comando Ricardo Franco. A partir de l'expulsió del Ricardo Franco de la Coordinadora en 1986, es van donar els acostaments amb les FARC-EP i es va conformar la Coordinadora Guerrillera Simón Bolívar en 1987. La presència del Quintín Llepa en aquesta col·lectivitat, li va permetre apreciar la manera en què el militar s'havia anat incrustant històricament en la societat colombiana fins a convertir-se no solament en un dels principals problemes a solucionar, sinó també en un dels imprescindibles factors i actors de la solució global. La veritat és que per al Quintín Lame no era gaire clar de quina manera podria anar endinsant-se en un procés paral·lel de poder popular i guerra popular, però era un revers necessari de la moneda en el cas que la democràcia no fos possible.

## Organització i operacions
L'estructura orgànica del Quintín Lame preveia l'existència de dos nivells a l'interior de l'organització:

### Comando Quintín Lame
Tenia al seu càrrec les accions militars i de control territorial en les diferents zones d'operacions. La seva màxima autoritat era la Direcció Política qui tenia dins de les seves responsabilitats, dissenyar l'estratègia militar i política; avançar acords i mantenir relacions amb altres grups insurgents o amb organitzacions polítiques i socials; nomenar el Comandant General, els comandants de zona i als responsables polítics de zona; confirmar les decisions operatives adoptades pel Comandant General i aprovar les decisions de tipus disciplinàries per als seus integrants.
El Comandant General del Quintín Lame era nomenat per un període indefinit per la Direcció Política, sent responsable de les columnes armades del grup guerriller i l'encarregat de prendre les decisions operatives. Per a algunes decisions havia de secundar-se en les Direcció Política i en l'Estat Major Central. Aquest últim estava integrat pel Comandant General, el responsable polític central i pels comandants de zona. La seva funció principal era la de fer costat al Comandant General en la presa de decisions operatives, les orientació del Quintín i mantenir la coordinació entre els diferents nivells de l'organització, per a això havia de reunir-se almenys cada dos mesos. També designava als segons comandants de zona i als comandants d'esquadra i prenia decisions disciplinàries en cas de faltes al reglament que per la seva gravetat eren considerades com a delictes.

### Les Autodefenses o grups de suport
Servien com una mena d'enllaç o contacte entre les comunitats i el cos militar del Quintín Llepa. Aquestes eren integrades per vuit membres i un primer i segon responsable nomenats pel comandament corresponent del grup armat.
El Quintín Lame va operar en quatre zones:
- Zona Nord i comprenia els territoris de Corinto, Caloto, Santander de Quilichao, Buenos Aires, Caldono i Morales.
- Zona de Tierradentro, que comprenia els territoris de Páez, Inzá, Toribío i Jambaló.
- Zona centro, amb els territoris de Silvia, Piendamó, Totoró, Coconuco, Popayán i Paispamba.
- Zona Urbana, conformades por xarxes urbanes que operaven a Cali.[4]

### Membres
El Quintín Lame es va distingir d'altres grups armats del moment pel seu enfocament multicultural, el grup estava integrat per indígenes de diferents comunitats del sud del país com Manuel Antonio Julicué, Luis Ángel Monroy, Alberto Niquinás, Gildardo Fernández, mestissos com Gustavo Mejía, Pedro León Rodríguez i Edgar Londoño i estrangers com l'hongarès Pablo Tattay, l'argentí Gustavo Soler i la xilena Teresa Tomish.

## Procés de pau i desmobilització
El procés va acabar el 31 de maig de 1991, amb la signatura i desistiment de les armes de l'acord de pau entre els delegats del govern i del Quintín Lame a Pueblo Nuevo prop de Caldono, Cauca, durant la denominada ‘Alborada por la Paz’, entregant 50 armes que van ser foses a la Siderúrgica de Occidente a Cali. Després d'una negociació amb el govern de César Gaviria, la comandància del Moviment Armat Quintín Lame decideix entrar en un procés de desmobilització. Durant aquest procés els 157 membres d'aquesta guerrilla van deixar les seves armes a canvi de la promesa del govern de reconèixer-los un representant a l'Assemblea Nacional Constituent, la garantia de lliurar als desmobilitzats un subsidi mensual durant els primers sis mesos de reinserció a la vida civil i el compromís del govern d'invertir en les necessitats dels grups indígenes. L'acord de pau entre el Quintín Lame i el govern va ser signat per Jesús Antonio Bejarano (negociador del govern)

## Assemblea Nacional Constituent i participació política
La seva participació en la Assemblea Nacional Constituent que va promulgar la Constitució Política de 1991 va contribuir al fet que les problemàtiques indígenes fossin discutides i diversos drets ètnics fossin reconeguts en la constitució. Promou importants canvis per a la comunitat indígena a Colòmbia, sent el reconeixement a partir de la Constitució, el de la seva identitat i els drets derivats de la seva cultura, el més important. El delegat que va representar al Quintín Lame en l'Assemblea va ser Alfonso Peña Chepe, qui juntament amb els dos constituents indígenes elegits per votació popular: Lorenzo Muelas i Francisco Rojas Birry, va representar els drets de les comunitats indígenes i en general dels grups ètnics del país.
Després de la desmobilització del Quintín Lame, sorgeix l'Alianza Social Indígena com a força política que al dia d'avui es manté en l'escenari nacional, on participa en el debat polític dels grans temes del país.

## Filmografia
- Curtmetratge El último comandante de los quintines.[12]